# Geoffrey Van Orden

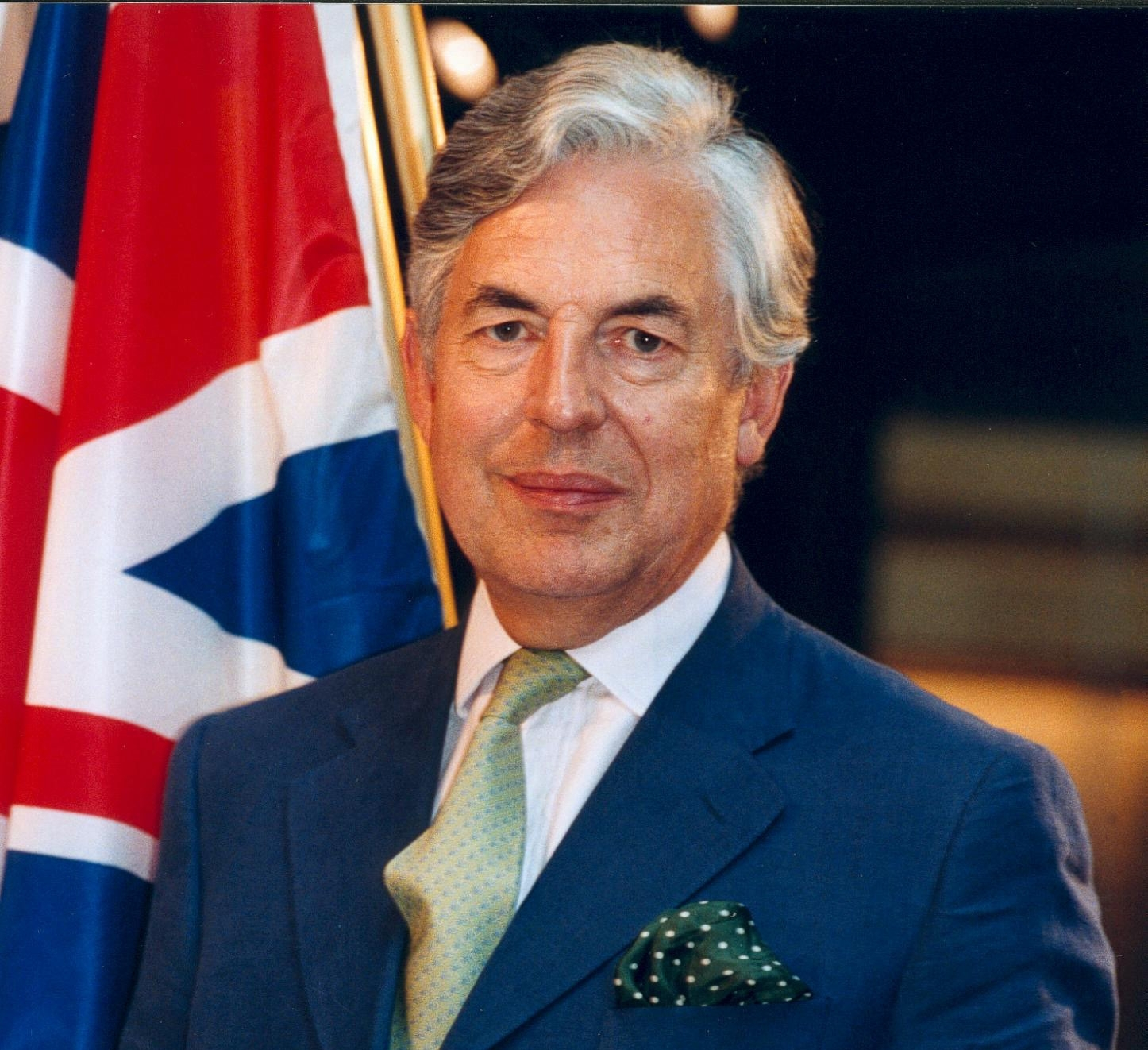
Geoffrey van Orden

Geoffrey Charles Van Orden (* 10. April 1945 in Waterlooville, Hampshire) ist ein britischer Politiker und ehemaliger Soldat. Von 1999 bis zum 31. Januar 2020 saß er für die Conservative Party im Europaparlament. Er ist Träger des Order of the British Empire.

## Jugend und Karriere
Van Orden besuchte die Mons Officer Cadet School, eine Militärschule und kam 1964 in den Intelligence Corps der britischen Armee. 1966 wurde er zum Leutnant befördert, 1970 zum Hauptmann, 1977 zum Major, 1983 zum Oberstleutnant, 1988 zum Oberst und 1991 schließlich zum Brigadier. Im selben Jahr wurde ihm der Order of the British Empire verliehen.
Von 1964 bis 1985 diente er der britischen Armee auf der ganzen Welt. 1985 wurde er in Hamburg Ausbilder für Personal der Bundeswehr. Ab 1988 wurde er Stabschef des britischen Sektors in West-Berlin. 1990 arbeitete Van Orden für das Joint Intelligence Committee, das die britischen Geheimdienste überwacht. 1991 bis 1994 arbeitete er als Exekutivsekretär des Internationalen Militärstabs im NATO-Hauptquartier in Brüssel.
Zwischen 1995 und 1999 war er Berater der Europäischen Kommission für Auslands- und Sicherheitsfragen. 1999 wurde er für die britischen Konservativen ins Europaparlament gewählt.

## Europaparlament
Nach seiner Wahl ins Europaparlament wurde Van Orden sicherheitspolitischer Sprecher der Konservativen. Seit 2002 ist er der stellvertretende Vorsitzende des Ausschusses für auswärtige Angelegenheiten, Menschenrechte, Gemeinsame Sicherheit und Verteidigungspolitik. Während der Beitrittsphase Bulgariens zur EU war Van Orden Berichterstatter für die Europäische Union. Sein Abschlussbericht, den er im November 2006 vorlegte, bescheinigte Bulgarien die Eignung für den Beitritt.
In der Periode 2009 bis 2014 war Van Orden Mitglied im Ausschuss für auswärtige Angelegenheiten, im Unterausschuss für Sicherheit und Verteidigung und in der Delegation für die Beziehungen zu Iran. Stellvertreter war er im Ausschuss für Verkehr und Fremdenverkehr sowie in der Delegation im Gemischten Parlamentarischen Ausschuss EU-Türkei, in der Delegation für die Beziehungen zu Indien und in der Delegation für die Beziehungen zur Parlamentarischen Versammlung der NATO.

## Politischer Standpunkt
Van Orden ist ein Europaskeptiker. Er ist gegen eine britische Zugehörigkeit zum Euroraum, gegen den Vertrag über eine Verfassung für Europa und gegen den Lissabon-Vertrag. Lange hatte er für einen Austritt seiner Partei aus der Europäischen Volkspartei geworben. Dieses Ziel wurde 2009 erreicht.
Er ist außerdem Mitglied der Countryside Alliance und des International Institute for Strategic Studies.

## Persönliches
Van Orden ist verheiratet und hat drei Töchter.